# Alexander Maconochie
Alexander Maconochie (11 de febrero de 1787-25 de octubre de 1860) fue un oficial naval, geógrafo y reformador penal escocés.
En 1840, Maconochie se convirtió en el gobernador de la isla Norfolk, una isla prisión donde los convictos eran tratados con severa brutalidad y eran vistos como causas perdidas. Al llegar a la isla, Maconochie instituyó inmediatamente políticas que restauraron la dignidad de los prisioneros, logrando un éxito notable en la rehabilitación de prisioneros. Estas políticas estaban muy adelantadas a su tiempo y Maconochie fue socavado políticamente. Sus ideas serían en gran parte ignoradas y olvidadas, solo para ser readoptadas como la base de los sistemas penales modernos más de un siglo más tarde, a mediados y finales del siglo XX.

## Edad temprana, carrera naval y geógrafo
Maconochie nació en Edimburgo el 11 de febrero de 1787. A la edad de nueve años, su padre murió y fue criado por Allan Maconochie, más tarde Lord Meadowbank.
Se unió a la Royal Navy en 1803 y como guardiamarina estuvo en servicio activo en las Guerras Napoleónicas, ascendiendo al rango de Teniente. En 1811 estaba sirviendo en el Brig HMS Grasshopper, que naufragó en Nochebuena frente a las costas de la costa holandesa. Él, junto con todos los que estaban a bordo, fue tomado como prisionero de guerra y extraditado a los franceses. La marcha forzada en el gélido invierno de Holanda hacia Verdún y más de dos años de miserable encarcelamiento le dieron una experiencia que aprovechó más tarde en su reforma penal. Fue puesto en libertad tras la abdicación de Napoleón en 1814. Regresó al servicio activo en la Guerra anglo-estadounidense donde comandó el HMS Calliope. En 1815, fue ascendido al rango de Comandante.
En la paz que siguió a la derrota final de Napoleón, Maconochie pasó 13 años en Edimburgo estudiando geografía y geopolítica. En este momento escribió extensamente sobre la navegación a vapor y la colonización del Pacífico. Se casó en 1822. En 1828 se trasladó a Londres, Inglaterra, donde fue fundador y primer secretario de la Royal Geographical Society en 1830. En 1833 se convirtió en el primer profesor de Geografía en la University College London, y fue un caballero de la Orden Real Güélfica.

## Vida posterior

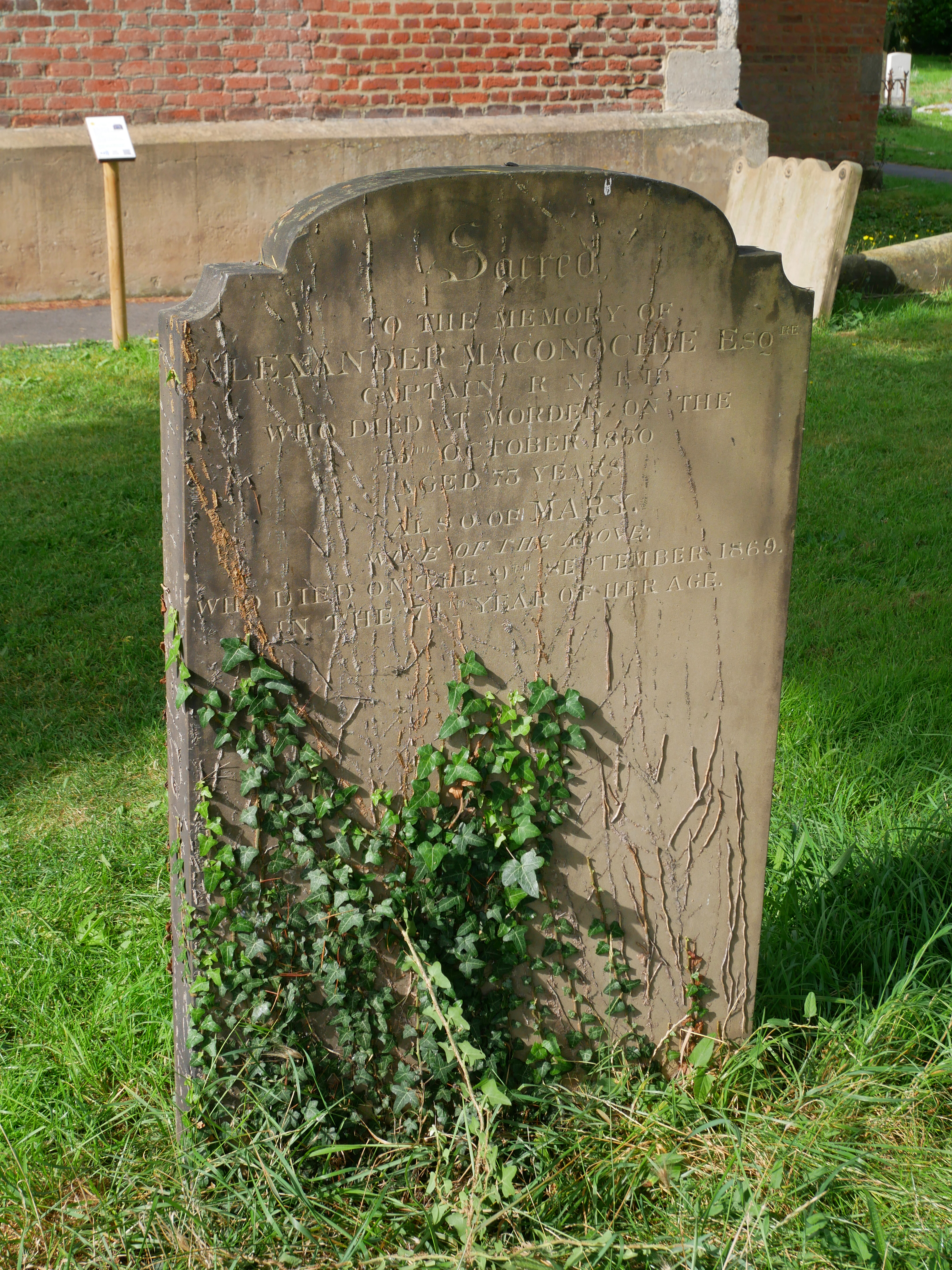
La tumba de Maconochie al este de la Iglesia de San Lorenzo, Morden

Maconochie regresó al Reino Unido en 1844 y dos años más tarde publicó un libro que describe su sistema. Esto tuvo una inmensa influencia en el desarrollo de la penología. En 1849 fue nombrado gobernador de la nueva prisión de Birmingham, pero fue despedido y criticado por sus acciones, a pesar de ser elogiado por su humanidad y benevolencia.
Murió el 25 de octubre de 1860 en Morden en Surrey, todavía haciendo campaña por la reforma penal a pesar de su mala salud. Fue enterrado en la iglesia de St Lawrence, London Road, Morden, Surrey. Su tumba todavía se puede ver en el cementerio.

## Legado
John Barry afirma que «Maconochie fue un pionero en la reforma penal y sufrió el destino de los hombres antes de su época. Sus conceptos y muchas de sus medidas prácticas son ahora la base de los sistemas penales occidentales».
El Alexander Maconochie Center, una prisión en Canberra, lleva su nombre en su honor.
Walter Frederick Crofton (1815-1897) introdujo una variante del sistema de disciplina penal de «etapas progresivas» en las cárceles de convictos irlandeses.